# Feltas
Das Feltas Archiv (Eigenschreibweise FELTAS) ist ein deutscher Verlag, Pressedienst und Online-Informationsanbieter mit Sitz in der baden-württembergischen Stadt Baden-Baden.
Das Archiv ist international und liefert Informationen zu Personen und Ereignissen aus den Themen Bühne/Film/Fernsehen, Politik, Wirtschaft, Kultur, Sport, Musik und Gesellschaft. Weiterer Schwerpunkt sind Aktionstage, Gedenktage, Jahrestage sowie zukünftige Ereignisse. Der Online-Dienst berücksichtigt rund 150.000 Datumszahlen. Die Startseite informiert über die wichtigsten Jubiläen und Ereignisse des Tages. Nutzergruppen sind in erster Linie Verlage der Presse, Rundfunk sowie politische Institutionen, wie der Deutsche Bundestag. Eine umfangreiche Nutzung der Datenbank ist kostenfrei, eine Vollversion ist kostenpflichtig.

## Geschichte
Das Archiv wurde 1923 als Illustrationsverlag Wagenburg in Berlin von Horst Deike und Horst Jansen gegründet. Das Haus lieferte Bildmaterial für die Tagespresse sowie den „Jahreskalender“ für Geburtstage, Todestage, Feiertage und Jahrestage wichtiger Ereignisse der Zeitgeschichte. 1924 schied Jansen aus dem Unternehmen aus. Bei einem Fliegerangriff 1944 wurde das Archiv in der Friedrichstraße völlig zerstört. Nach dem Ende des Krieges nahm der Verlag 1949 seine Tätigkeit wieder auf. 1970 wurde der Verlag um eine Druckerei erweitert und ab 1980 wurden die Daten des Archivs in ein EDV-System überführt. 2011 verkaufte die Gründerfamilie das Gedenktage-Archiv, das nun als Feltas Archiv auch um zukünftige Ereignisse erweitert wurde. 2015 wurde die Druckversion eingestellt und bald darauf auch die Web-Seite gedenktage.de.

## Feltas heute
In der Online-Version ermöglicht die Datenbank den Abgleich mit mehr als 150.000 Datumszahlen der Geschichte. Diese erzeugen über die Detailsuche einen individuellen Kalender, der jeden Zeitraum beleuchten kann. Zur Übersicht wurden alle Artikel mit kurzen Überschriften versehen und eine umfangreiche Zuweisung der Einträge in über 500 mögliche Bereiche, wie Themen, Berufe, Spezialgebiete oder Nationen geschaffen. Eine Timeline informiert über bedeutende Ereignisse der Weltgeschichte.